# توبوليف تي يو-160
توبوليف تي يو-160 (بالروسية: Туполев Ту-160 Белый лебедь) (نقحرة: توبوليف تو 160 بلاي لبيد لقب تعريف الناتو: Blackjack) أو البجعة البيضاء قاذفة قنابل إستراتيجية فوق صوتية ذات أجنحة متعددة الأوضاع، صممت من قبل مكتب تصميم توبوليف في الإتحاد السوفيتي خلال سبعبنيات القرن العشرين.

تعتبر هذه الطائرة أكبر وأثقل طائرة عسكرية تفوق سرعتها ماخ 2 وأكبر طائرة ذات أجنحة متعددة زوايا انحناء الأجنحة صنعت وحلقت على الإطلاق، كما أنها الطائرة الثانية من حيث الطول بعد طائرة نورث أمريكان إكس بي-70 فالكيري التجريبية.
دخلت الطائرة الخدمة سنة 1987 وتعد بهذا آخر قاذفة قنابل إستراتيجية صممت في الإتحاد السوفييتي. توجد 17 قاذفة من هذا الطراز في الخدمة لدى القوات الجوية الروسية.
يخضع أسطول طائرات تو-160 للتحديث بشكل دوري منذ بداية عقد الألفينات. من ضمن برامج التحديث برنامج التحديث M الذي سلمت أولى الطائرات المعدلة بناء عليه في ديسمبر 2014. حلقت أول طائرة إنتاج متسلسل من طراز تو-160 إم في شهر يناير 2022، وخُطط لتسليم طائرتين من هذا الطراز سنة 2022. كجزء من طلب لعشرة طائرات. كما تخطط روسيا لإنتاج خمسين طائرة من هذا النوع و تحديث الطائرات الحالية الستة عشر لتطابق هذا التحديث.

## تطوير الطائرة

### البدايات

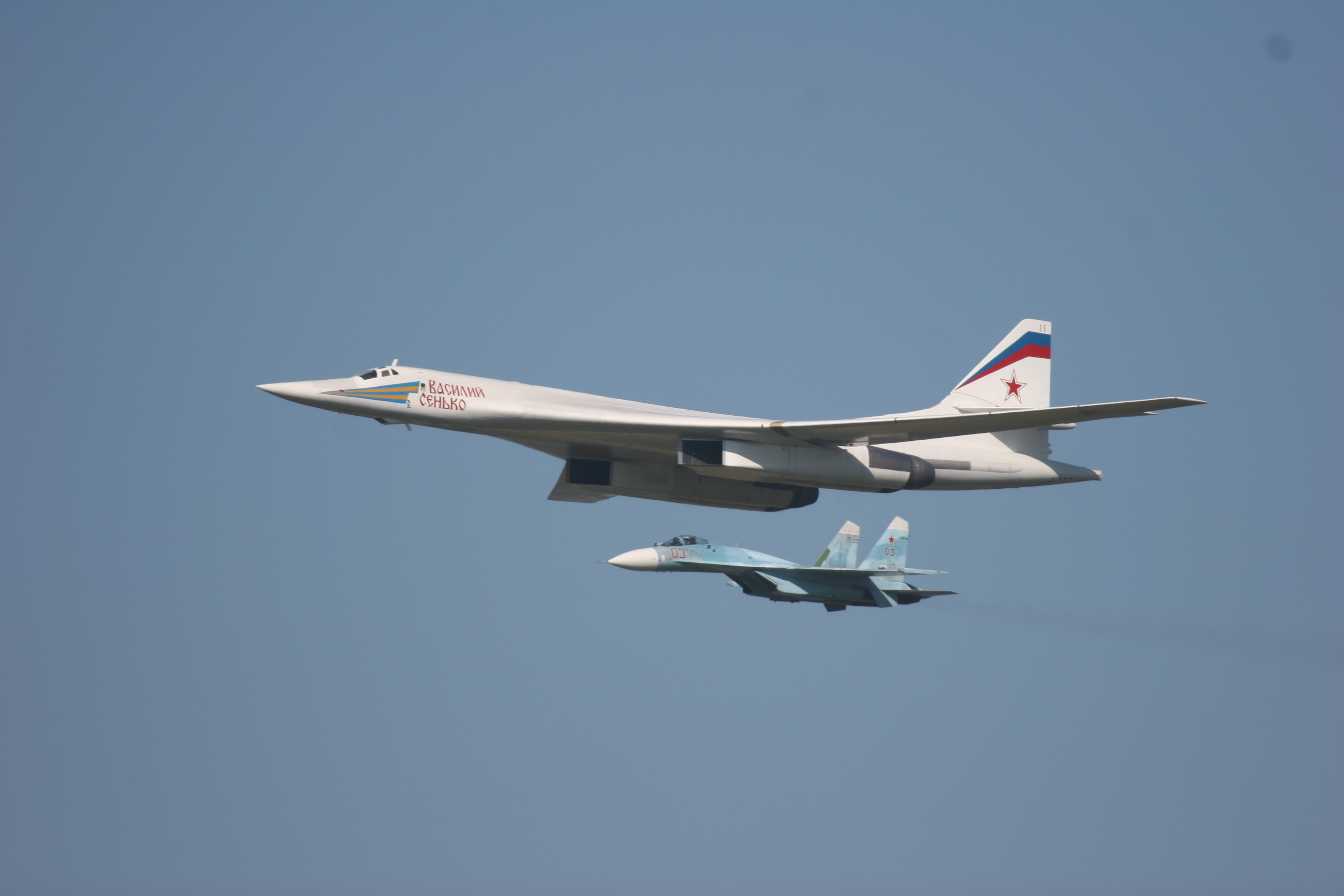
طائرة تي يو 160 محلقة مع طائرة إس يو 27 سنة 2007

أجريت أول مسابقة لقاذفة إستراتيجية فوق صوتية في الإتحاد السوفييتي سنة 1967. عدلت المتطلبات سنة 1972 حيث أطلقت مسابقة جديدة لبناء قاذفة إستراتيجية فوق صوتية بأجنحة متعددة الزوايا بسرعة تبلغ 2.3 ماخ ردا على إنتاج الولايات المتحدة لطائرة بي-1 لانسر. شارك مكتب توبوليف في المسابقة عبر الطائرة 160 بتصميم إعتمد على جناح هجين وبعد خواص الطائرة توبوليف تي يو 144. تنافست هذه الطائرة مع تصميم ماسيستشيف إم 18 و سوخوي تي 4.
رغم أن تصميم ماسيستشيف كان أنسب التصاميم وأكثرها قربا للمواصفات المعلنة، ورغم إلغاء الولايات المتحدة لمشروع القاذفة بي 1، إلا أن لجنة حكومية وافقت على تصميم توبوليف. إلتقط أحد المسافرين صورة للنموذج المبدئي في مطار زوكوفسكي شهر نوفمبر 1981 قبل شهر من أول إقلاع للطائرة يوم 18 ديسمبر 1981. أعطيت الموافقة للبدء بالإنتاج في سنة 1984 وحدد مصنع كازان لصناعة الطائرات كجهة مصنعة.
ورغم أن القيادة السوفييتية أصدرت طلبا لمئة طائرة، إلا أن العدد النهائي الذي أنتج بلغ 35 طائرة بعد قرار الرئيس الروسي يلتسين إيقاف الإنتاج سنة 1992 تضمنت ثلاث نماذج أولية، تحطم الثاني منها سنة 1987 خلال رحلة تجريبية فيما نجا الطيار خلال هذه الحادثة.

### تحديث الطائرات الحالية
إستلمت القوات الجوية الروسية أول طائرة محدثة جزئيا من هذا النوع في شهر يوليو 2006 بعد إجراء تجارب الأداء. تشير المصادر أن هذه الطائرة طورت لتستخدم ذخائر عادية، غير أن تطوير نظم القيادة و التحكم لم يتم كما كان مخططا له. إستلمت القوات الجوية الروسية في أبريل 2008 أول طائرة محدثة لها القدرة على إطلاق صواريخ كروز من طراز كي إتش 55 ذات المدى الطويل، كما أبرم عقد لتطوير ثلاث طائرات أخرى لتحصل على هذه القابلية نظير 3.4 مليار روبل (ما يعادل 103 ملايين دولار أمريكي).
أشارت تقارير سابقة إلى إمكانية تحديث خمس طائرات سنويا مما سيمكن القوات الجوية الروسية من تحديث الأسطول بالكامل خلال ثلاث سنوات في حال ما تمكن مصنع قازان الجوي من الإلتزام بجدول العمل. تتضمن هذه التحديثات نظام ملاحة رقمي حديث مضاد للنيوترونات والإشعاعات النووية، كما يتضمن نظام الملاحة دعما لأقمار جلوناس لتحديد المواقع، ومحركات NK-32 ذات كفاءة عالية علاوة على إضافة نظم تصويب تمكن الطائرة من إلقاء قنابل مصوبة بالليزر، واطلاق ما قد يصل إلى 4 صواريخ حاملة لأقمار صناعية للاستخدام المدني أو العسكري، وطلاء خاص لتقليل الانبعاث الرإداري.
غير أن هذه التحديثات قد تم تقسيمها إلى مرحلتين. إشتملت المرحلة الأولى على إجراء صيانة شاملة للطائرات بهدف إطالة عمرها ومعالجة الإجهاد الذي أصاب أبدان الطائرات قبل البدء في تحديث محركات الطائرات إعتبارا من 2016.
وأقلعت طائرة ذات رادار و نظام تحكم محدث لأول مرة سنة 2014، قبل أن يتم تسليمها للقوات الجوية الروسية في ديسمبر من نفس السنة كطائرة توبوليف 160 إم (يعد الحرف M اختصار لكلمة (بالروسية: модернизированный) نقحرة: موديرني زيروفاني | مُحَدّث)
حددت سنة 2016 كتاريخ للإنتهاء من تنفيذ الجزء الأول من أعمال تحديث الطائرة، إلا أن إشكاليات تتعلق بالإنتاج قد أخرت تنفيذ هذه الحزمة من التحديثات. و رغم أن المحركات الجديدة من طراز كوزنتسوف إن كيه 32 إم المطورة قد صممت بالفعل، إلا أن تصنيع هذه المحركات قد شابته عدة عوائق. فعلى سبيل المثال، وقعت الحكومة الروسية عقدا مع شركة ميتاليست سمارا لإنتاج هذه المحركات سنة 2011 من ضمن بنوده صيانة 26 محركا، نجحت الشركة في إجراء الصيانة على أربع منها فقط بحلول سنة 2013. يعود سبب هذا التأخير لعدم إنتاج الشركة لأي محركات لما يزيد على عقد من الزمان قبل توقيع هذا العقد.
علاوة على ذلك، فإن الشركة تصر على أن تتعاقد معها الحكومة الروسية لإنتاج ما لايقل عن 20 محركا سنويا كي تستثمر في إنشاء خط إنتاج جديد، بينما تقول الحكومة الروسية أنه في ضوء بطء أعمال الصيانة فإنها مستعدة لشراء أربع إلى ست محركات سنويا.
تمت تجربة محركات أحدث سنة 2012 وحددت سنة 2016 لبدء إنتاجها. سلمت بعض هذه المحركات للقوات الجوية الروسية سنة 2020، و استبدلت محركات خمس طائرات بمحركات جديدة بحلول أغسطس 2022.

### إعادة تشغيل خط الإنتاج
أعلن وزير الدفاع الروسي سيرغي شويغو أن الرئيس الروسي فلاديمير بوتين قد أصدر أوامر بإعادة البدء في إنتاج طائرة تي يو 160. كما نشرت وكالة الأنباء الروسية تاس في مايو 2015 أن سلاح الجو الروسي سيشتري ما لا يقل عن 50 طائرة جديدة من هذا الطراز وأن الإنتاج قد بدأ بالفعل في مصنع قازان للصناعات الجوية. وصرح الجنرال فيكتور بونداريف أن تطوير طائرة توبوليف باك دا سيمضى جنبا إلى جنب مع إنتاج طائرة تي يو 160.
عرضت طائرة جديدة صنعت من هيكل لم يتم إنهاؤه مسبقا في إحتفال أقيم بمصنع قازان للصناعات الجوية بتاريخ 16 نوفمبر 2017، الأمر الذي أكد إستعادة بعض التقنيات الخاصة بالتصنيع كتقنية اللحام بإستخدام الحزمة الإليكترونية والتصنيع بإستخدام التيتانيوم، وهي تقنيات كان من المعتقد أنها فقدت بعد توقف الإنتاج سنة 1992. صرح دميتري روغوزين أن الإنتاج المتسلسل لطائرات جديدة بالكامل سيبدأ سنة 2019 على أن يبدأ تسليم الطائرات للقوات الجوية الروسية سنة 2023. أجرت الطائرة التي سميت بيتر دينيكين (بالروسية: Пётр Дейне́кин) تيمنا بأول قائد للقوات الجوية الروسية رحلتها الأولى في يناير 2018 و بدأت في إجراء تجارب الدخول للخدمة في نفس الشهر. كما أجرت أول رحلة معلنة لها بتاريخ 25 يناير 2018 خلال زيارة رسمية لرئيس روسيا لمصنع قازان. وتم توقيع عقد لإنتاج عشر قاذفات من طراز تي يو 160 إم2 في نفس اليوم.
أجرت طائرة جديدة بالكامل أولى رحلات الطيران المنخفض التجريبية بتاريخ 12 يناير 2022. كما تم الإعلان عن تسليم طائرتين جديدتين بالكامل سنة 2022 بينما يجري العمل على تسريع وتيرة الإنتاج ليتم تسليم الطلب بالكامل. أعلنت شركة الطائرات المتحدة في شهر ديسمبر 2022 بدء تجارب الأداء على الطائرة الثانية الجديدة كليا والطائرة الرابعة من الطائرات التي يتم العمل على تحديثها. كما تم الإعلان عن إكمال أول الطائرات المنتجة بالكامل كافة تجارب الأداء

### طرازات مقترحة
عرضت نسخة منزوعة السلاح من الطائرة سُميت توبوليف تي يو 160 إس كيه في معرض الطيران الآسيوي بسنغافورة سنة 1994 مع نموذج لمركبة فضائية صغيرة بإسم بورلاك تم تركيبه في الجزء السفلي من بدن الطائرة. أعلنت شركة توبولييف سنة 1995 أنها قد دخلت في شراكة مع شركة OHB-Systems الألمانية لتطوير الطائرة كمنصة لإطلاق المركبات الفضائية، إلا أن الحكومة الألمانية سحبت تمويل المشروع سنة 1998.
إقترح الرئيس الروسي فلاديمير بوتين أثناء زيارته لمصنع قازان للصناعات الجوية سنة 2018 إنتاج طائرة مدنية فوق صوتية بإستخدام التصميم الكلي لطائرة تي يو 160.
يرى الخبراء صعوبة تنفيذ الفكرة نظرا للعديد من المعوقات الفنية والمالية لمشروع كهذا.
كما قدمت العديد من الإقتراحات لتطوير طرازات متخصصة من الطائرة، لم تبرح طاولة التصميم. (انظر: طرازات الطائرة)

## خصائص الطائرة

### التصميم العام

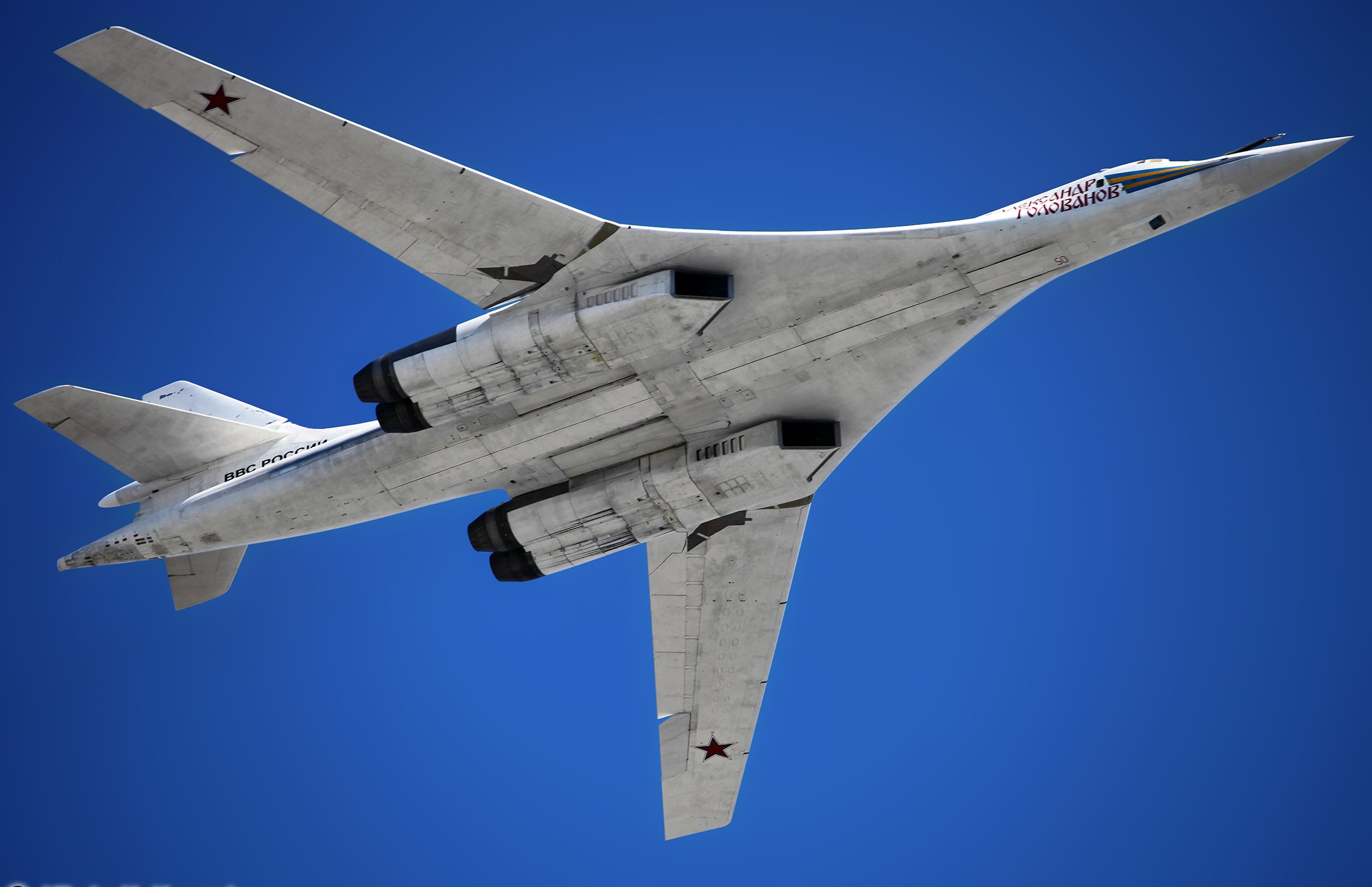
صورة للطائرة أثناء التحليق ويظهر فيها نمط الجناح الهجين ومحركاتها طراز كوزنتسوف إن كيه 32

صممت طائرة توبوليف تي يو 160 بجناحين متعددي درجات الإنحناء يمكنان للطيار اختيار درجة انحناء بين 20° و 65° حسب الحاجة، ونظام تحكم إليكتروني (Fly by Wire)، ونمط جناح هجين. ولزيادة قدرة الطيار على التحكم صممت الطائرة بسدفة تشغل الجزء الأمامي للجناح بالكامل وقلابة مزدوجة في الجزء الخلفي من الجناح و ذيل الطائرة. يشكل التيتانيوم 30% من وزن الطائرة البالغ 110-طن (240,000 رطل)، ويبلغ وزن مربط الجناح - وهوأكبر أجزائها - ستة طن متري (13,000 رطل).

### المحركات
زودت الطائرة بأربع محركات عنفية مروحية مزودة بحارق لاحق من طراز كوزنتسوف إن كيه 32، والتي تعد أقوى المحركات التي تم تركيبها على أي طائرة على الإطلاق. إحتفظ هذا التصميم بمآخذ الهواء المتغيرة عكس طائرة روكويل بي-1 لانسر الأمريكية التي أزيلت منها هذه المآخذ بهدف تقليص أثرها الراداري الأمر الذي أدى لإنخفاض سرعتها القصوى، الأمر الذي يجعل طائرة تي يو 160 تتفوق على نظيرتها الأمريكية بتحقيق سرعة تصل إلى ماخ 2.05 أثناء التحليق.

### الطاقم

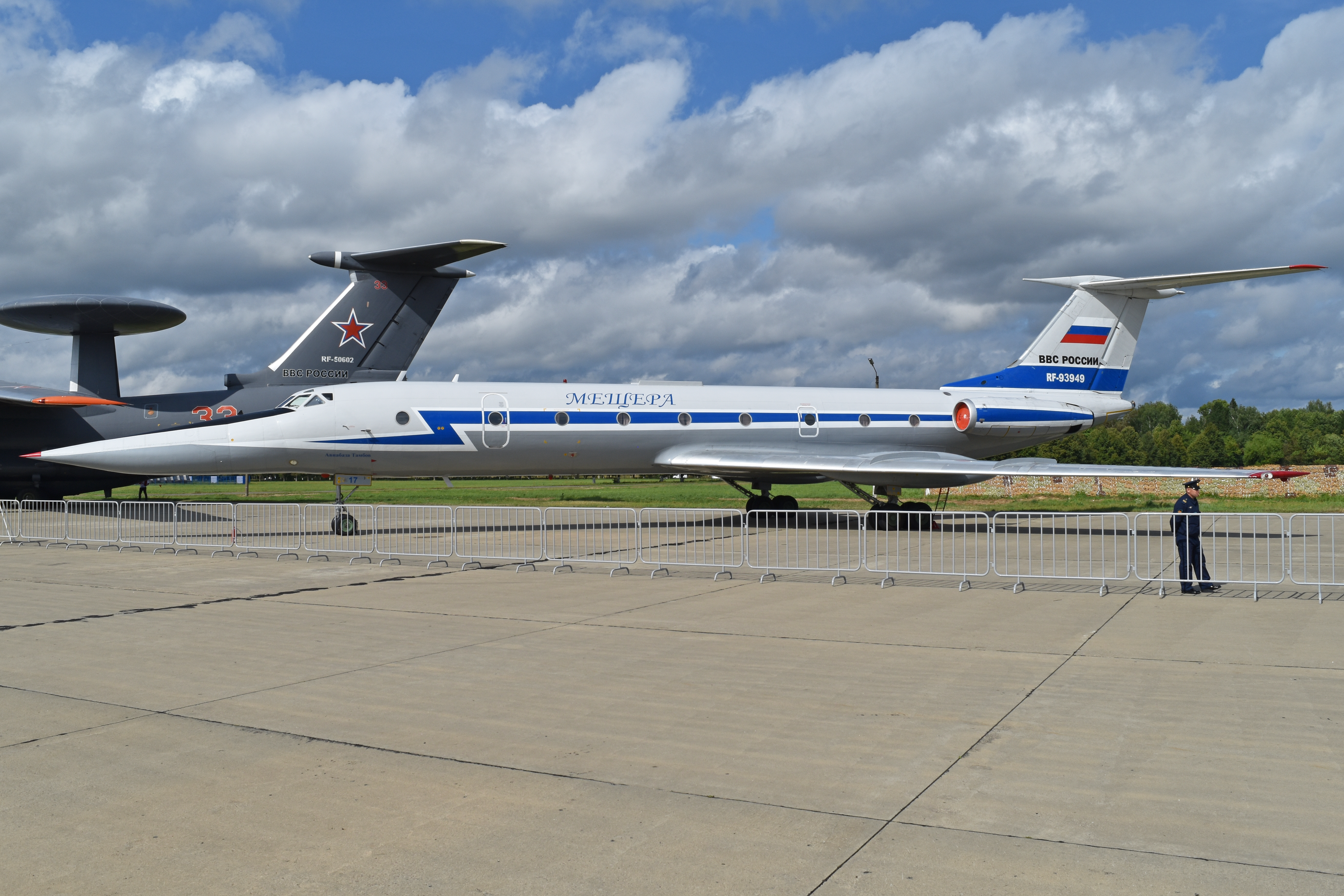
طائرة توبولييف تي يو 134UBL رقم 17 في الوحدة الجوية 1449

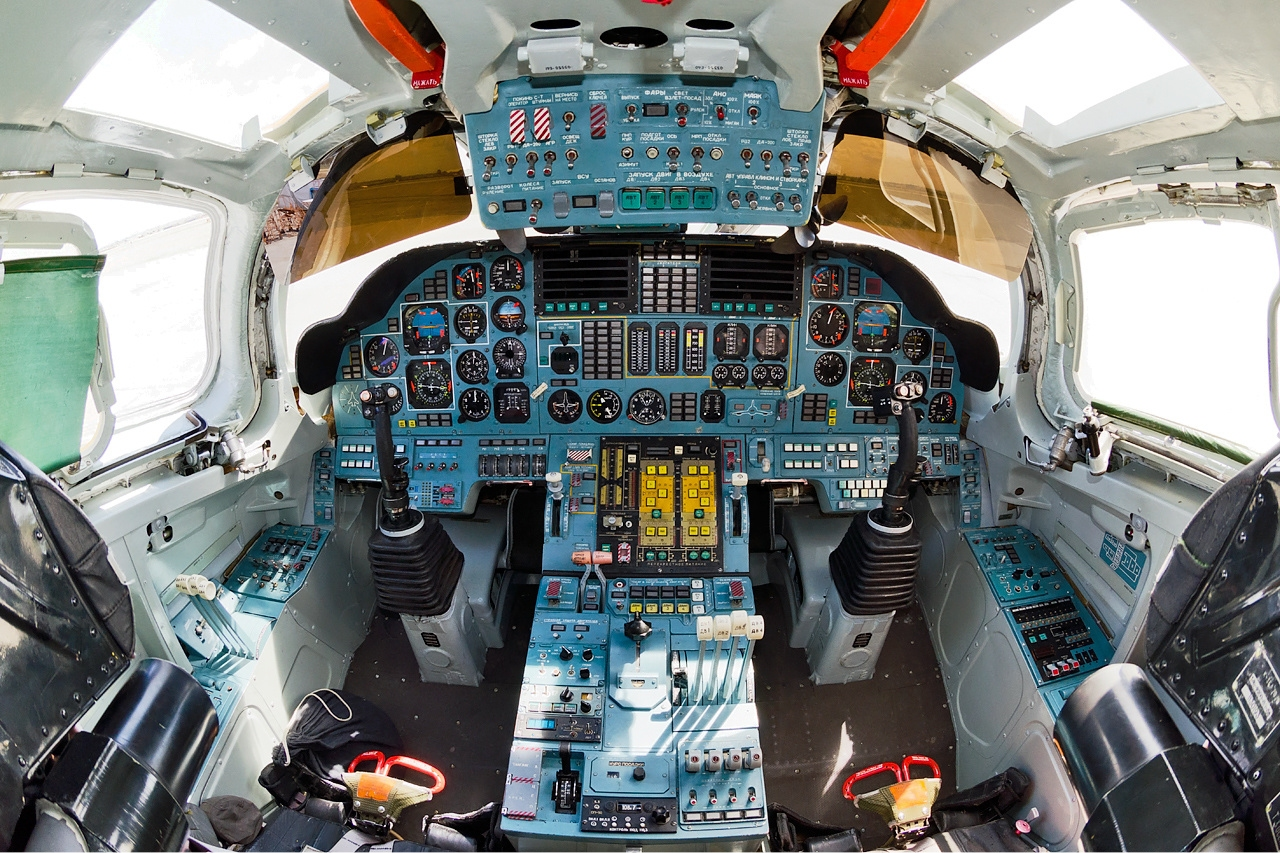
قمرة قيادة الطائرة تي يو 160

يتشكل طاقم الطائرة من أربع أفراد: طيار، مساعد طيار، فني قنابل، ومشغل الأنظمة الدفاعية. وزودت الطائرة بمقاعد قذفية من نوع زفيزدا كي 36.
لم تصمم أية طائرات تدريبية من هذا الطراز حيث لم يتم طلب أي منها من قبل الإدارة السوفييتية. دُرب الطيارون بداية قيادة الطائرة باستخدام قاذفة تي يو 22-م، إلا أن اختلاف خصائص الطيران بين القاذفتين أدى إلى أن وكًل لطائرات توبوليف تي يو 134 مدنية معدلة كثيرًا.
قام المهندسون بتركيب أنف طائرة تي يو 160 على جسم طائرة تي يو 134، وأطلق على هذه الطائرة اسم تي يو 134 (UBL). صممت هذه الطائرة أساسا لتدريب أطقم طائرات تي يو 22 إم وتوبوليف تي يو 95 على أنظمة الملاحة و عمليات الطيران البحري، كما قدمت هذه الطائرة للمتدربين فرصة للتحليق في قمرة تي يو 160. ورغم فارق السرعة بين الطائرتين إلا أن هنالك تقارير تشير بأن خصائص الطيران بينهما متشابهة إلى حد كبير.

### التزود بالوقود جوا

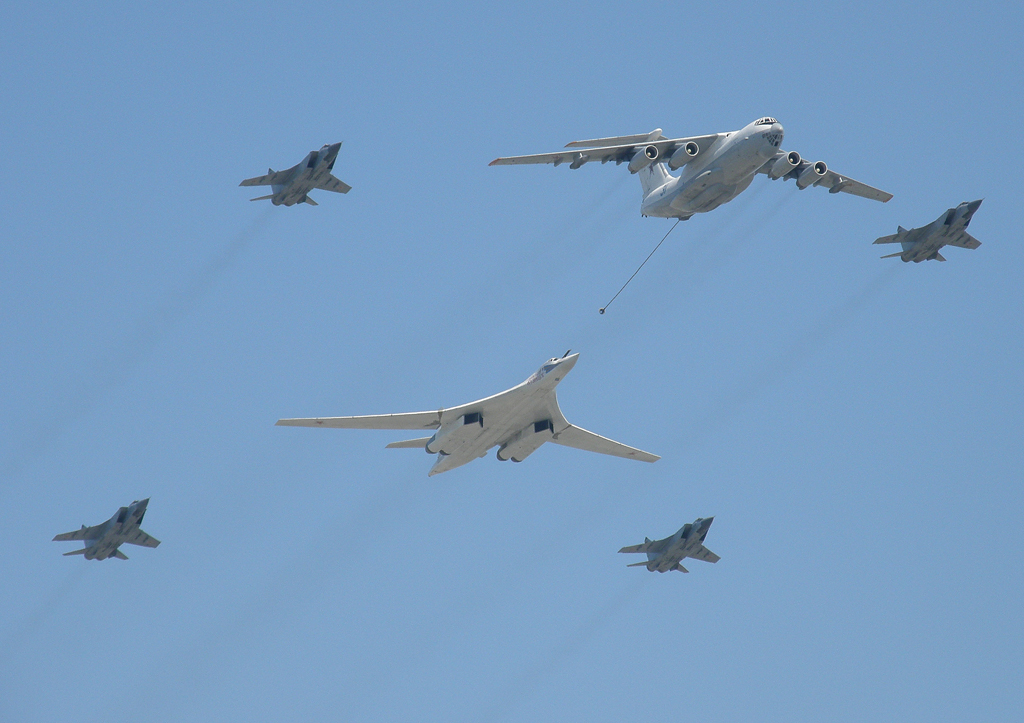
طائرة تي يو 160 أثناء التزود بالوقود من الناقلة إليوشن إل 78 رفقة تشكيل من أربع طائرات ميج 31

زودت الطائرة بنظام تزود بالوقود جوا للإستخدام أثناء المهام الطويلة، غير أن هذا النظام لايستخدم في الغالب نظرا لسعة خزان الوقود الأساسي البالغة130 طن متري (290,000 رطل)  مما يعطي الطائرة قدرة طيران مدتها 15 ساعة على سرعة 850 كلم/ساعة (0.77 ماخ) على ارتفاع 30 ألف قدم (9,145 مترا). قامت هذه الطائرة بجانب طائرات ميغ 31 وبيريف إيه 50 بإجراء عمليات تزود بالوقود جوا من طائرات التزود بالوقود طراز إليوشن آي إل 78 أثناء تدريبات عسكرية في شهر فبراير 2008

### القدرات الدفاعية والرادار
زودت الطائرة برادار أوبزور/ك هجومي خاص مزود بعازل رادوم مختلف عن باقي الرادارات من هذا النوع مصمم لتعقب الأهداف الأرضية والجوية.، كما أنها مزودة برادار سبوكا الذي يمنح الطائرة القدرة على التحليق أوتوماتيكيا على ارتفاع منخفض وتتبع السطوح.
رغم أن هذه الطائرة صممت لتكون ذات قدرات دفاعية جيدة وتمويه عال عن طريق تقليل الانبعاثات الرادارية والحرارية، إلا أنها ليست "طائرة شبح" بالمعنى الحقيقي. إدعى الفريق إيغور خوفروف أن هذه الطائرة تمكنت من اختراق المجال الجوي الأمريكي في الدائرة القطبية الشمالية بنجاح دون أن تتمكن الدفعات الجوية الأمريكية من اكتشافها بتاريخ 25 أبريل 2006، الأمر الذي أدى إلى قيام القوات الجوية الأمريكية بتحقيق في الحادثة.

### الأسلحة
تخزن هذه الطائرة الأسلحة في مخزنين داخليين تبلغ سعة كل منهما 20,000 كـغ (44,000 رطل) من الأسلحة، أو تستعيض عن القنابل التقليدية بقاذف دوار للصواريخ النووية. من ضمن التحديثات التي حصلت عليها الطائرة القدرة على إطلاق قنابل موجهة بالليزر. كما يمكن للطائرة حمل أسلحة إضافية على أجنحتها. تبلغ الحمولة القصوى للأسلحة 40,000 كـغ (88,000 رطل).
لم يتم تزويد الطائرة بأية أسلحة دفاعية منذ أن صممت، ما يجعلها أول قاذفة سوفيتية تصمم بعد الحرب العالمية الثانية لا تحتوي على أسلحة دفاعية.
كما أن الطائرة مزودة تضم الطائرة موجه قنابل إليكتروني وبصري، إضافة إلى وحدة حرب إليكترونية متكاملة دفاعية وهجومية في نفس الوقت.
تدرس القيادة الروسية تسليح هذه الطائرة بأسلحة فرط صوتية، خاصةً صاروخ كينجال

### مقارنة مع بي-1 لانسر

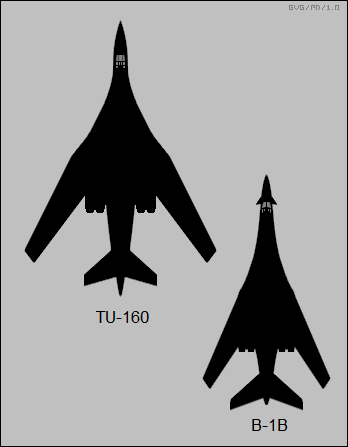
مقارنة للحجم والتصميم عبر صور ظلية بين طائرة تي يو 160 وطائرة بي 1 بي لانسر

رغم التشابه بين الطائرتين في الشكل، إلا أن طائرة تي يو 160 تختلف بشكل جذري عن طائرة B-1 الأمريكية. صممت الطائرة في الأساس لتكون منصة إطلاق صاروخي مستقلة.
بمقارنة الطائرتين فإن توبوليف تي يو 160 أكبر حجما، كما أنها أسرع و لها مدى أطول من نظيرتها الأمريكية، رغم إمكانية حمل الطائرة الأمريكية لعتاد أثقل. كما أن هذه الطائرة دائما ما تطلى بلون أبيض عاكس للإنبعاثات الحرارية والنووية خلاف طائرة بي-1 بي الأمريكية التي تطلى بطلاء رمادي لتقليل فرصة إستكشافها بصريا. هذا اللون الأبيض هو السبب الرئيسي لتسمية الطائرة بالبجعة البيضاء ((بالروسية: Белый лебедь) نقحرة: بلاي لبيد) من قبل أطقم الطيران العسكري الروسي.

## تاريخ الخدمة

### الخدمة أثناء الحقبة السوفييتية

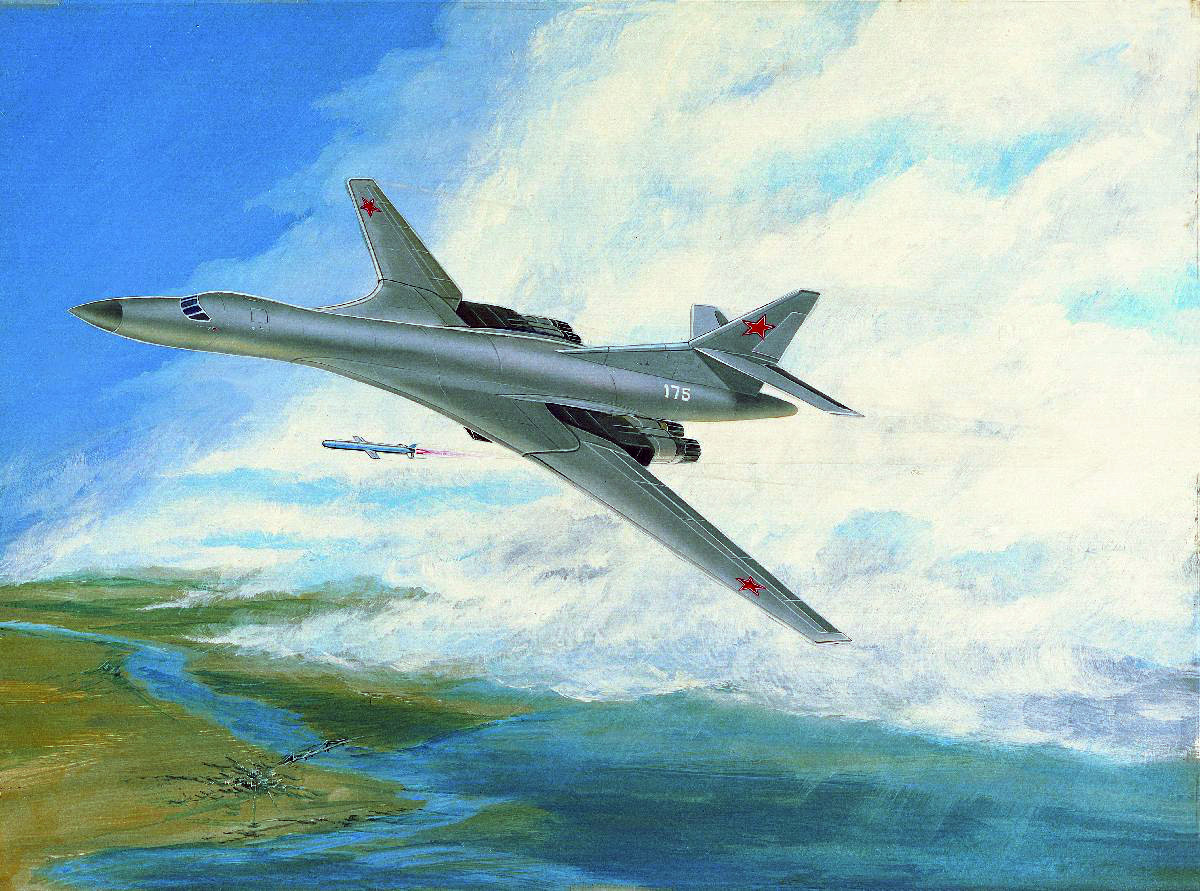
رسم لمحلل إستخباراتي من الولايات المتحدة سنة 1988 يظهر تصور وكالات الإستخبارات للطائرة أثناء مهمة هجومية

دخلت الطائرة الخدمة في أبريل سنة 1987 كجزء من الفوج 184 للقاذفات الثقيلة المتمركز في قاعدة بريلوكي في جمهورية أوكرانيا الاشتراكية السوفيتية. سُلّح الفوج بطائرات توبوليف تو 16 وطائرات توبوليف تو 22 الإستراتيجية قبل أن يسلح بهذه الطائرات. بدأت أسراب القاذفات بعيدة المدى استخدام الطائرة في نفس الشهر قبل تعرض الطائرة للعموم رسميا خلال عرض جوي سنة 1989. حطمت الطائرة 44 رقما قياسيا عالميا في فئتها الوزنية سنتي 1989 و 1990. توقف الإنتاج التسلسلي الأول للطائرة سنة 1992 بعد الإنتهاء من إنتاج الطائرة الخامسة والثلاثين عندما أصدر الرئيس الروسي بوريس يلتسين قرار التوقف عن إنتاج هذه الطائرة وإيقاف جميع الطلعات الجوية الإستراتيجية الروسية من طرف واحد لأجل غير مسمى.

### حالة الطائرة بعد تفكك الإتحاد السوفييتي

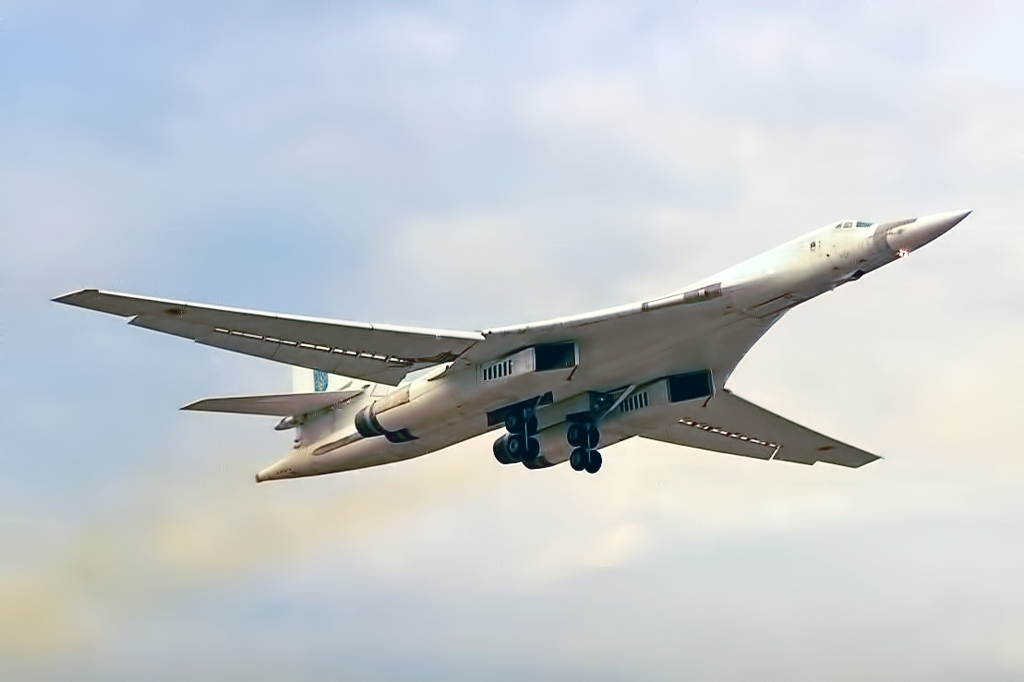
طائرة توبوليف تي يو 160 تابعة للقوات الجوية الأوكرانية أثناء تحليقها سنة 1997

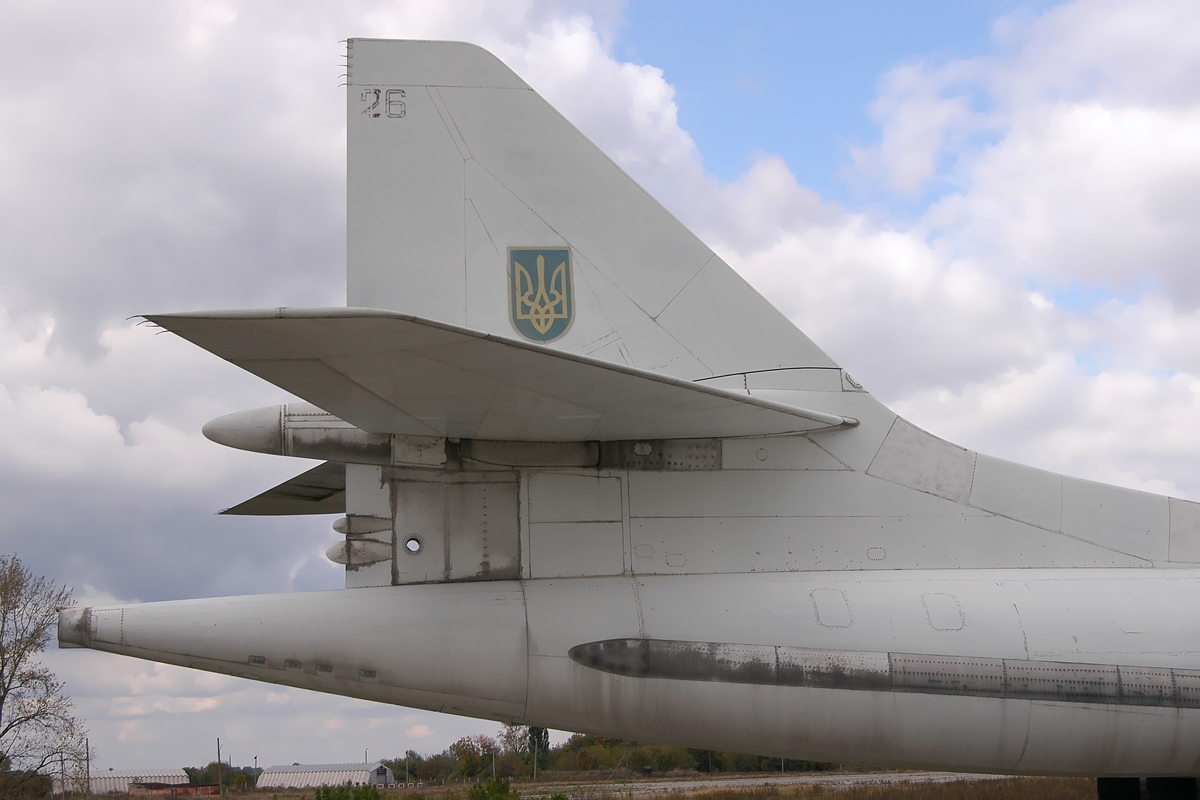
ذيل الطائرة الوحيدة المتبقية من النوع لدى أوكرانيا

أثناء تفكك الإتحاد السوفييتي تواجدت وحدة عسكرية بها سرب من 19 طائرة من هذا النوع داخل حدود أوكرانيا. قرر البرلمان الأوكراني بتاريخ 25 أغسطس 1991 نقل ملكية كافة الوحدات العسكرية المتواجدة في حدود الدولة الجديدة إلى حكومة أوكرانيا وإنشاء وزارة دفاع في نفس اليوم. بحلول منتصف التسعينات، فقدت هذه الوحدة قيمتها العسكرية، و لم تحلق أي من الطائرات التسعة عشر نتيجة لغياب الدعم التقني وقطع الغيار. إعتبرت أوكرانيا هذا السرب ورقة مساومة في مفاوضاتها الإقتصادية مع روسيا، ولم تعتبر هذه الطائرات ذات أهمية عسكرية لها. أخذت هذه المفاوضات وقتا طويلا نتيجة لعدم اتفاق الطرفين على سعر الطائرات، فعلى الرغم من أن الخبراء الروس قاموا بفحص الطائرات سنتي 1993 و 1996 وأكدوا على أن الحالة العامة للطائرات في قاعدة بريلوكي جيدة إلا أن السعر الذي طلبه الطرف الأوكراني والبالغ 3 مليارات دولار لم يكن مقبولا من الجانب الروسي. قررت أوكرانيا البدء في تدمير الطائرات شهر أبريل 1998 كجزء من إلتزامها بإتفاقية نون-لوغار، وبدأت تفكيك الطائرات في نوفمبر من نفس السنة.
عادت روسيا للتفاوض مع أوكرانيا عقب قصف الناتو ليوغوسلافيا عبر إقتراح يقضي بشراء روسيا ثمان طائرات من طراز تي يو 160 وثلاث طائرات من طراز توبوليف تو 95 صنعت سنة 1991، إضافة لعدد 575 صاروخ جوال من نوع كي إتش 55. تم الإتفاق على قيمة إجمالية 285 مليون دولار تم حسمها من ديون الطاقة الأوكرانية. إنتقل فريق من الخبراء الروس بتاريخ 20 أكتوبر 1999 لأوكرانيا لتجهيز الطائرات قبل أن تبدأ رحلات نقل الطائرات إلى قاعدة إنجلز العسكرية بتاريخ 5 نوفمبر 1999. نقلت آخر طائرات هذه الصفقة إلى روسيا بتاريخ 21 فبراير 2001. بينما دمرت أوكرانيا باقي الطائرات بإستثناء طائرة واحدة تم نزع محركانها وأنظمتها وتستخدم كمعلم تذكاري في متحف بولتافا للطيران الإستراتيجي49°37′03″N 34°30′07″E / 49.617594338792294°N 34.501806395136185°E، إضافة إلى 27 طائرة من طراز توبوليف تو 95 و 483 صاروخا من طراز كي إتش 55.

### دخول الطائرة في الخدمة

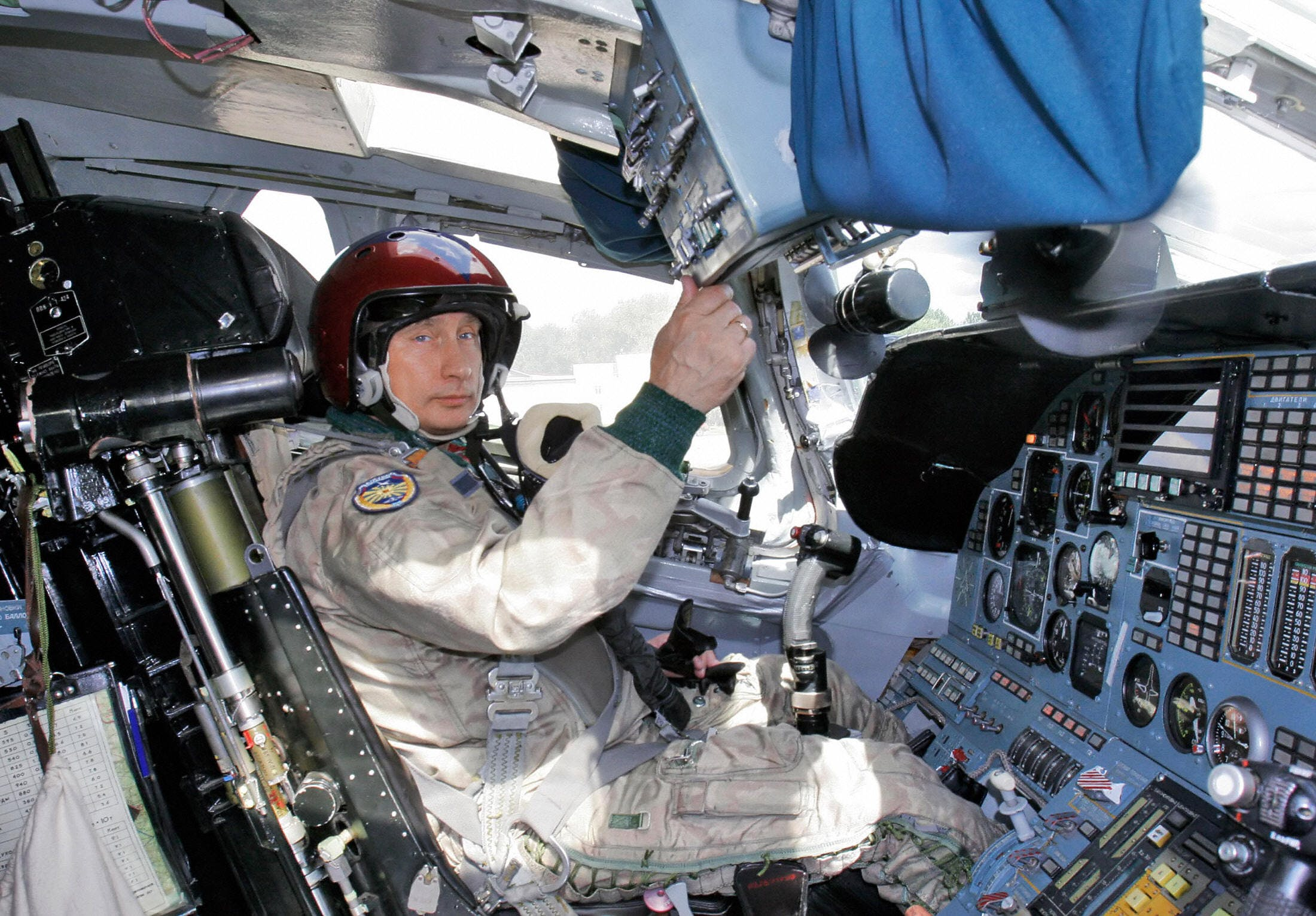
الرئيس الروسي داخل قمرة قاذفة تي يو 160.

إضافة إلى الطائرات التي تم شراؤها من أوكرانيا، سعت روسيا لإيجاد طرق بديلة لإعادة بناء السرب في قاعدة إنجلز. وقعت وزارة الدفاع الروسية عقدا مع شركة قازان للصناعات الجوية لإكمال بناء طائرة شبه مكتملة من الحقبة السوفييتية. تم تسليم هذه الطائرة بتاريخ 10 سبتمبر 1999، ودخلت الخدمة كجزء من الفوج 121 للقاذفات الطويلة في قاعدة إنجلز بتاريخ 5 مايو 2000 تحت إسم آلكساندر مولودشي.
أنشأت القوات الجوية الروسية الفوج 121 بداية سنة 1992 وتضمن 6 طائرات تي يو 160 بحلول سنة 1994. أصبح عدد طائرات الفوج 15 طائرة بنهاية فبراير 2001 بعد إستلام الطائرات الأوكرانية الثمانية والطائرة الجديدة. توصلت وزارة الدفاع الروسية ومصنع كازان للطائرات إلى اتفاقية لتحديث جميع الطائرات سنة 2002.
تقلص الأسطول الروسي إلى اربعة عشر طائرة بعد تحطم طائرة تي يو 160 المسماة ميخائيل جورموف خلال رحلة تجريبية بإستخدام محركات جديدة يوم 18 سبتمبر 2003.
أصدر الرئيس الروسي فلاديمير بوتين قرارا رئاسيا بتاريخ 30 ديسمبر 2005 يقضي بإدخال الطائرة رسميا ضمن أسطول طائرات سلاح الجو الروسي، ليعلن بعدها في 17 أغسطس 2007 استئناف الرحلات الجوية الدورية للقاذفات الإستراتيجية الروسية بعيدة المدى عقب توقفها سنة 1992.

### الخدمة في القوات الجوية الروسية

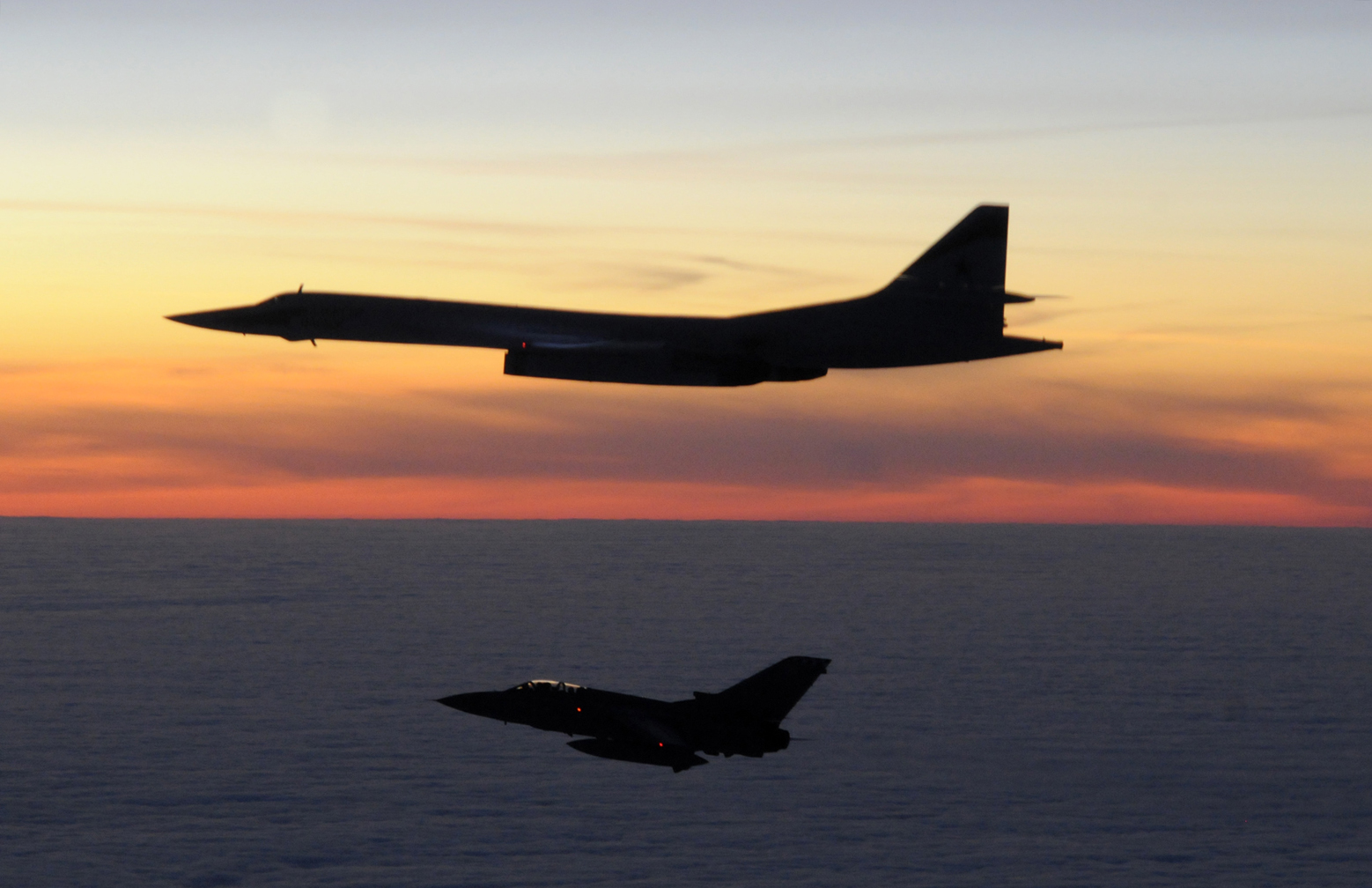
طائرة تورنادو تابعة لسلاح الجو الملكي البريطاني تعترض طائرة تي يو 160 في شهر مارس 2010

أشار قائد وحدة الطيران طويل المدى الفريق إيغور خوفروف أن زوجا من طائرات تي يو 160 قد حلق في الجزء الأمريكي من الدائرة القطبية الشمالية دون أن يتم إكتشافهما من قبل الدفاعات الجوية الأمريكية في 22 أبريل 2006.
دخلت طائرة جديدة من الطراز تحمل إسم فالنتين بليزنيك الخدمة في القوات الجوية الروسية بتاريخ 6 يوليو 2006 بعد إنهاء تجارب الأداء والتقييم ليعود عدد طائرات الفوج 121 إلى 15 طائرة. بنيت هذه الطائرة سنة 1986 وكانت تستخدم كطائرة تجريبية لمكتب تصميم توبوليف. سميت هذه الطائرة تكريما لرئيس مصممي الطائرة
أعاد الرئيس الروسي تفعيل دوريات الطيران الإستراتيجي الروسي يوم 17 أغسطس 2007 بعد توقف دام 16 سنة. إعترضت طائرات مقاتلة نرويجية وبريطانية زوجا من طائرات تي يو 160 في الأجواء الدولية بين فنلندا وبريطانيا أثناء قيامهما بدورية في شمال الأطلسي.
إقترب زوج من طائرات تي يو 160 من المجال الجوي الدنماركي في 25 ديسمبر 2007 ما حذا بطائرتي جنرال دايناميكس إف-16 فايتينغ فالكون تابعة لسلاح الجو الدنماركي للقيام بإعتراضهما.
حسب مصادر عسكرية روسية، ألقت طائرة تي يو 160 قنبلة حرارية أطلق عليها إسم أبو القنابل يوم 11 سبتمبر 2007. إلا أن محللين عسكريين أمريكيين يشككون في صحة الإدعاء أن القنبلة قد أطلقت من طائرة تي يو 160.
حلقت طائرة جديدة من الطراز لأول مرة تحمل الإسم فيتالي كوبيلوف يوم 28 ديسمبر 2007 قبل أن تنضم للقوات الجوية الروسية رسميا بتاريخ 29 أبريل 2008 ليرتفع بذلك عدد الطائرات في الخدمة إلى 16 طائرة.

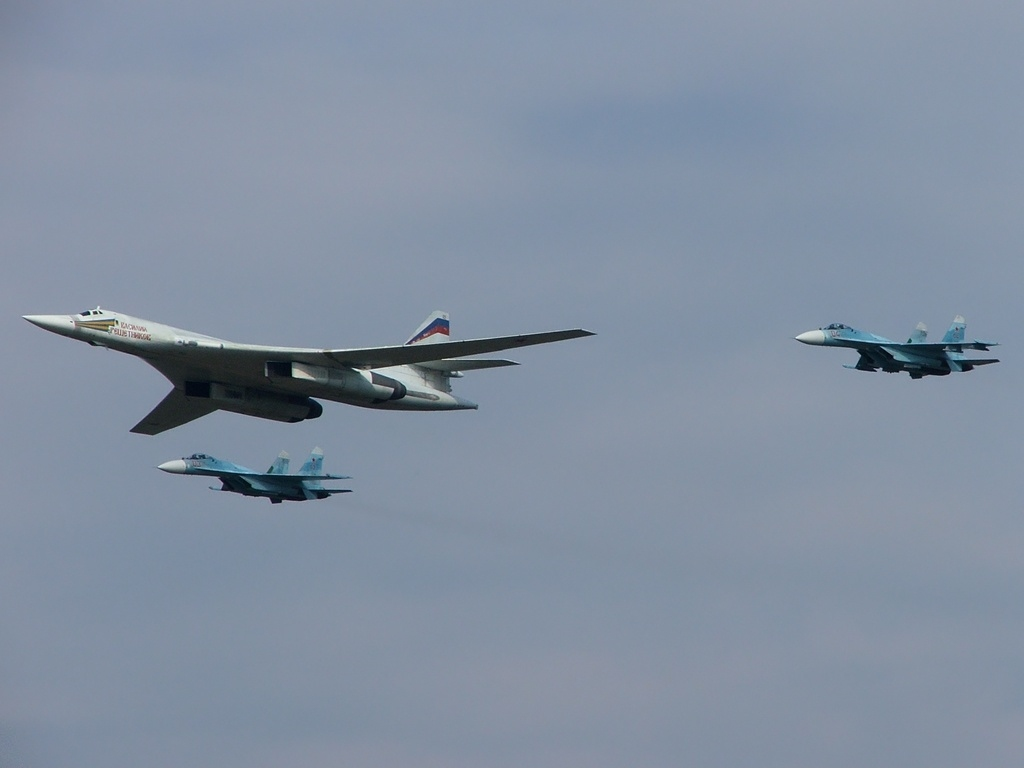
طائرة تي يو 160 محلقة مع زوج من طائرات سو27

شاركت قاذفات تي يو 160 في تمرين مشترك مع البحرية الروسية أوائل سنة 2008 في المحيط الأطلسي. كما أعلنت الحكومة الروسية عزمها على إدخال طائرة جديدة من الطراز في الخدمة على فترات متقاربة بهدف رفع العدد الإجمالي من الأسطول إلى 30 طائرة بحلول سنة 2025-2030.
حطت طائرتان من الطراز في فنزويلا بتاريخ 10 سبتمبر 2008 كجزء من مناورات عسكرية مشتركة في سابقة حيث قامت روسيا عن طريق إرسال الطائرتين بإظهار مساندتها لشريكتها في وقت إتسمت به العلاقات بين الولايات المتحدة وروسيا بالتوتر. أعلنت وزارة الدفاع الروسية أن الطائرتين فاسيلي سينكو و ألكساندر مولودشي تتواجدان في فنزويلا كجزء من مهمة تدريبية. كما أضافت أن الطائرتين ستقوم بمهام تدريبية فوق المياه الدولية قبل أن تعودا إلى روسيا، وأن الطائرتين كانتا تحت المراقبة اللصيقة لمقاتلات الناتو أثناء تحليقهما فوق المحيط الأطلسي.
قام عدد من طائرات تي يو 160 بالمشاركة في أضخم مناورات عسكرية للقاذفات الإستراتيجية منذ سنة 1984 حتى حينه يوم 12 أكتوبر 2008. قامت 12 قاذفة إستراتيجية من نوع تي يو 160 وتو 95 بإطلاق صواريخ كروز، كما قامت بعض طائرات تي يو 160 بإطلاق كل الصواريخ التي كانت تحملها. كانت هذه أول مرة تطلق فيها طائرة تي يو 160 كل الصواريخ التي تحملها.
قامت طائرتان من هذا الطراز بالقيام بمهمة مدتها 23 ساعة في 10 يونيو 2010 حُطم خلالها الرقم القياسي لطول المهمات حيث أكملت الطائرتان مسافة 18,000 كـم (9,700 nmi). حلقت الطائرتان أثناء هذه المهمة فوق الحدود الروسية والمياه الدولية للمحيط المتجمد الشمالي والمحيط الهادي.

نشرت وسائل إعلام روسية في أغسطس 2011 تقارير بأن أربع طائرات من الطراز فقط في حالة تسمح بالطيران. بحلول منتصف 2012 نشرت دورية فلايت إنترناشيونال أن 11 طائرة في حالة تسمح بالطيران، كما تم تصوير 11 طائرة في وضع طيران بين سنتي 2011 و 2013.
دخلت الطائرتان ألكسندر غولوفانوف وألكسندر نوفيكوف المجال الجوي الكولومبي في الأول من نوفمبر 2013 بدون الحصول على تصريح مسبق من السلطات الكولومبية. كانت الطائرتان في رحلة من فنزويلا إلى ماناغوا عاصمة نيكاراغوا. أصدرت السلطات الكولومبية رسالة إعتراض سلمت للحكومة الروسية، و إعترضت طائرتان من طراز كفير تابعتان للقوات الجوية الكولومبية الطائرتين و رافقتهما إلى خارج المجال الجوي الكولومبي.
شاركت عدة طائرات من هذا الطراز و طائرات توبوليف تو 95 في قصف مواقع بمحافظة إدلب ومحافظة حلب السوريتين كجزء من التدخل العسكري الروسي في الحرب الأهلية السورية بتاريخ 17 نوفمبر 2015. إستخدمت صواريخ كي إتش 55 في هذه الهجمات، حيث تم إطلاق الصواريخ من البحر الأبيض المتوسط. تم إطلاق عدد يتراوح بين 34 و 83 صاروخا أدت إلى تدمير 14 هدفا. كما استهدفت طائرات توبوليف تو 22 إم عدة أهداف تزعم روسيا أنها تخص تنظيم داعش بإستخدام قنابل تقليدية غير موجهة. تعد هذه أول مرة إستخدمت فيها طائرة توبوليف تي يو 160 و طائرة توبوليف تي يو 95 إم إس في عملية حربية.
نشرت عدة طائرات من ضمنها زوج تي يو 160 وقاذفات تي يو 95 إم إس الإستراتيجية وطائرات إليوشن آي إل 78 ناقلة الوقود في الشرق الأقصى الروسي لأول مرة سنة 2018 خلال مناورات عسكرية تكيكية طويلة المدى. أكملت الطائرات رحلة دون توقف بلغت 7,000 كـم (4,300 ميل) من ساراتوف أوبلاست إلى تشوكوتكا. خلال هذه الرحلة قامت أطقم الطائرات بإطلاق صواريخ في ميدان كومي للرماية و التدرب على إجراء عملية التزود بالوقود جوا.
كما قام طاقم طائرة تي يو 160 إم بإطلاق كافة الصواريخ الموجودة في القاذفة و عددها 12 في طلعة تدريبية إلى ميدان بيمبوي للرماية بالجزء الشمالي الشرقي من جمهورية كومي خلال شهر نوفمبر 2018.
قامت طائرتا تي يو 160 وطائرة أنتونوف إيه إن 124 وطائرة إليوشن آي إل 62 بالهبوط في مطار سيمون بوليفار الدولي بفنزويلا يوم 10 ديسمبر 2018.
تم نشر طائرتين من الطراز في مطار آنادير بتشوكوتكا مرة أخرى يوم 14 أغسطس 2019.
قامت طائرتان من الطراز رفقة طائرة أنتونوف إيه إن 124 و طائرة إليوشن إل 62 بزيارة صداقة إلى جنوب أفريقيا في 23 أكتوبر 2019. إستمرت الرحلة 13 ساعة دون توقف وحلقت فوق بحر قزوين، بحر العرب، والمحيط الهندي قاطعة مسافة 11,000 كـم (6,800 ميل) تم خلالها التزود بالوقود جوا. تعد هذه أول زيارة للطائرة للقارة الإفريقية.
قامت طائرة محدثة من الطراز بالتحليق لأول مرة من مطار مصنع قازان للطائرات على ارتفاع 1500 متر لمدة 34 دقيقة.
حطمت الطائرة رقما عالميا جديدا لفئتها بتاريخ 19 سبتمبر 2020 عندما حلقت طائرتان دون توقف لمدة 25 ساعة قطعتا خلالها مسافة 20,000 كـم (12,000 ميل) فوق المياه المحايدة بالمحيط المتجمد الشمالي، والمحيط الهادي، و سيبيريا، و بحر بارنت.
أعلنت وزارة الدفاع البيلاروسية أن طائرتين من الطراز شاركتا في مناورات جوية فوق بيلاروسيا مع القوات الجوية البيلاروسية يوم 11 نوفمبر 2021.
شاركت هذه الطائرة في عمليات الغزو الروسي لأوكرانيا 2022. تشير المصادر الأوكرانية أن طائرات توبوليف 160 و طائرات توبوليف تو 95 أطلقت 8 صواريخ جوالة يعتقد أنها من طراز كي إتش 101 على مطار هافريشفكا الدولي من منطقة البحر الأسود بتاريخ 6 مارس 2022.
كما صرح المتحدث الرسمي للقوات الجوية الأوكرانية بوري إيهنات أن ما بين أربع إلى ست صواريخ كروز من طراز كي إتش 101 أطلقت على العاصمة كييف من منطقة بحر قزوين يوم 26 يونيو 2022 بإستخدام طائرة تي يو 160 أقلعت من أستراخان.

## قائمة الطائرات
تم إنتاج 37 بدن طائرة من هذا الطراز. يوضح الجدول التالي الطائرات المنتجة وحالتها الحالية:
| جدول طائرات توبوليف تي يو 160 | جدول طائرات توبوليف تي يو 160 | جدول طائرات توبوليف تي يو 160 | جدول طائرات توبوليف تي يو 160 | جدول طائرات توبوليف تي يو 160 | جدول طائرات توبوليف تي يو 160 |
| مسلسل                         | رقم الطائرة                   | مرجع رقم                      | إسم الطائرة                   | ملاحظات | صورة الطائرة                  |
| ----------------------------- | ----------------------------- | ----------------------------- | ----------------------------- | --- | ----------------------------- |
| 70-01                         | 18 242                        |                               |                               | الطائرة التجريبية الأولى. تواجدت في معهد غروموف لدراسات الطيران حتى سنة 2014 قبل أن يتم تدميرها كخردة. | صورة                          |
| 70-02                         |                               |                               |                               | بنيت كطائرة لإختبار قوة البدن. لم تزود بأي محركات. حالة البدن غير معروفة. | —                             |
| 70-03                         | 29                            |                               |                               | الطائرة التجريبية الثانية. بنيت بغرض تجربة معدات الملاحة. بقيت في مصنع قازان لغاية سنة 2008. |                               |
| 1-01                          | 30                            |                               |                               | أول طائرات الإنتاج المتسلسل. تواجدت في معهد غروموف حتى التخلص منها سنة 2018. | ,                             |
| 1-02                          | 56                            |                               |                               | ثاني طائرات الإنتاج المتسلسل. دمرت في حادث أثناء التجارب، ونجا جميع أفراد الطاقم. | —                             |
| 2-01                          | 86                            |                               | الجنرال إيرمولوف              | ثالث طائرات الإنتاج المتسلسل. مخزنة في معهد غروموف. ليست في حالة تسمح بطيرانها. |                               |
| 2-02                          | 19 (سابقا 87)                 | 94113                         | فالنتين بليزنيوك              | تتمركز في قاعدة إنجلز الجوية. حدثت سنة 2006. |                               |
| 2-03                          | 30                            |                               |                               | تمركزت في قاعدة بريلوكي، أحد أول طائرتين دخلت الخدمة في سلاح الجو السوفييتي. دمرت. | رقم 30 في الصورة              |
| 3-01                          | 31                            |                               |                               | تمركزت في قاعدة بريلوكي، أحد أول طائرتين دخلت الخدمة في سلاح الجو السوفييتي. دمرت. | رقم 31 في الصورة              |
| 3-02                          | 32                            |                               |                               | تمركزت في قاعدة بريلوكي - دمرت. | —                             |
| 3-03                          |                               |                               |                               | إستخدمت لقياس قوة بدن الطائرة. حالة البدن غير معروفة. | —                             |
| 3-04                          | 33                            |                               |                               | تمركزت في بريلوكي. أحد الطائرات المستخدمة لتحطيم الأرقام القياسية سنتي 1989 و 1990. دمرت. | رقم 33 في الصورة              |
| 3-05                          | 25                            |                               |                               | تمركزت في قاعدة بريلوكي - دمرت. | —                             |
| 4-01                          | 342 63 قبل 1995               |                               | بوريس فيريمي                  | حدثت إلى طراز تي يو 160 إم سنة 2022. بإنتظار إعادتها للخدمة. |                               |
| 4-02                          | 26                            |                               |                               | تمركزت في قاعدة بريلوكي. معروضة بشكل دائم في متحف بولتافا للطيران منذ سنة 2000. أكملت 430 ساعة طيران إجمالية. |                               |
| 4-03                          | 20                            |                               |                               | تمركزت في قاعدة بريلوكي - دمرت. |                               |
| 4-04                          | 21                            |                               |                               | تمركزت في قاعدة بريلوكي - دمرت. | —                             |
| 4-05                          | 14 (2)                        | 94103                         | إيغور سيكورسكي                | تتمركز حاليا في قاعدة إنجلز. | رقم 14 في الصورة              |
| 5-01                          | 23                            |                               |                               | تمركزت في قاعدة بريلوكي - دمرت. |                               |
| 5-02                          | 24                            |                               |                               | تمركزت في قاعدة بريلوكي - دمرت يوم 16 نوفمبر 1998. عدد ساعات الطيران الإجمالية: 466. | صورة أثناء عملية التدمير      |
| 5-03                          | 16                            | 94107                         | أليكسي بلوخوف                 | تمركزت في قاعدة بريلوكي - تم تحديثها إلى طراز تي يو 160 إم. |                               |
| 5-04                          | 17                            | 94110                         | فاليري تشكالوف                | تمركزت في بريلوكي سابقا، كما حملت إسم المدينة وشعارها. تتمركز الآن في قاعدة إنجلز. |                               |
| 5-05                          | 15                            | 94108                         | فلاديمير سوديتس               | خضعت لصيانة جذرية في مصنع قازان خلال 2013. |                               |
| 6-01                          | 10                            | 94100                         | نيكولاي كوزنتسوف              | تمركزت في بريلوك سابقا. تتمركز في قاعدة إنجلز. تم تسميتها في 9 أغسطس 2008. | رقم 10 في الصورة              |
| 6-02                          | 11                            | 94114                         | فاسيلي سينكو                  | تمركزت في بريلوك سابقا. تتمركز في قاعدة إنجلز. حدثت سنة 2016. |                               |
| 6-03                          | 12                            | 94109                         | الكسندر نوفيكوف               | نقلت إلى مصنع قازان لإجراء الصيانة و التحديث سنة 2011 على أن يتم تسليمها للقوات الجوية الروسية سنة 2012. |                               |
| 6-04                          | 14 (1)                        |                               |                               | تمركزت في قاعدة بريلوكي - دمرت سنة 1999. إجمالي ساعات الطيران أقل من 100 ساعة. | رقم 14 في الصورة              |
| 6-05                          | 18                            | 94111                         | أندري توبوليف                 | تعرض محركها رقم 3 لحريق في شتاء 1991/1992 أثناء رحلة لمطار ماتشوليشتشي. آخر طائرة تم نقلها من بريلوكي لقاعدة إنجلز. سلمت للقوات الجوية الروسية يوم 19 ديسمبر 2014 بعد إجراء صيانة شاملة و تحديثها لطراز تي يو 160 إم. | رقم 18 في الصورة              |
| 7-01                          | 01                            |                               | ميخائيل جروموف                | أنتجت بعد إنهيار الإتحاد السوفيتي. تحطمت أثناء رحلة سنة 2003، أدت الحادثة لمصرع الطاقم بالكامل. | —                             |
| 7-02                          | 02                            | 94102                         | فاسيلي ريشيتنيكوف             | إجتازت إختبارات الدخول في الخدمة بعد ترميمها و تحديثها في مصنع قازان سنة 2009. حدثت مرة أخرى بين سنتي 2017 و 2019. |                               |
| 7-03                          | 03                            | 94101                         | بافل تاران                    | إجتازت إختبارات الدخول في الخدمة بعد صيانتها سنة 2011 في مصنع قازان. |                               |
| 7-04                          | 04                            | 94112                         | إيفان ياريجين                 | إجتازت إختبارات الدخول في الخدمة بعد صيانتها سنة 2010 في مصنع قازان. حدثت مرة أخرى بين سنتي 2017 و 2019. |                               |
| 7-05                          | 05                            | 94104                         | الكسندر جولوفانوف             | أنتجت بعد إنهيار الإتحاد السوفيتي. أطلق عليها الإسم إيليا موروميتس سنة 1995 قبل أن يغير إسمها سنة 1999.خضعت للصيانة و التحديث سنة 2011.                                                                               | —                             |
| 8-01                          | 06                            | 94105                         | إيليا موروميتس                | إجتازت إختبارات الدخول في الخدمة بعد صيانتها سنة 2009 في مصنع قازان. |                               |
| 8-02                          | 07                            | 94106                         | الكسندر مولودشي               | قامت بأول رحلة سنة 1999. دخلت الخدمة في القوات الجوية الروسية سنة 2000. | —                             |
| 8-03                          | 08                            | 94115                         | فيتالي كوبيلوف                | أنتجت في مصنع قازان سنة 2008. |                               |
| 8-04                          |                               |                               | بيتر دينكين                   | طائرة توبوليف تي يو 160 مطورة. صنعت في مصنع قازان سنة 2017 وقامت بأول رحلة في يناير 2018. |                               |

ملاحظات حول الجدول
- يشير اللون الأبيض إلى الطائرات التي لا تعرف حالتها، واللون الأصفر للطائرات التي نم نزع تسليحها وتوجد في المتاحف.

علاوة على ذلك وحسب بيانات مصنع قازان لإنتاج الطائرات، خضعت الطائرات ذات الأرقام المتسلسة التالية لعمليات صيانة جذرية:
- 5-03 سنة 2009.
- 5-04 سنة 2011.
- 5-05 سنة 2012.
- 6-01 إجتازت إختبارات التحكم و جودة الإصلاحات سنة 2008.
- 6-05 خضعت لعملية ترميم جذري سنة 2013.

## طرازات الطائرة
- تي يو 160: أول طراز يدخل الخدمة.

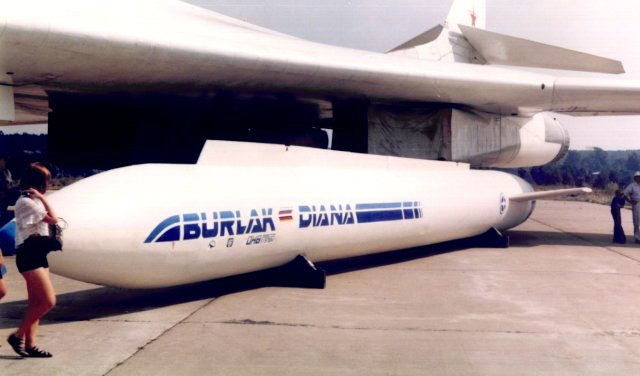
نظام بورلاك للإطلاق الفضائي أسفل جناح طائرة من طراز تي يو 160

- Tu-160S: يستخدم هذا الاسم للتفريق بين الطائرات التي دخلت الخدمة والطائرات التي تم استخدامها كطائرات تجريبية.[116]
- Tu-160M: الطراز المحدث من القاذفة. يتضمن التحديث تطوير القدرات القتالية للطائرة وتحسينات على أنظمة الملاحة والأنظمة الإليكترونية للطائرة.[43][116]

كما اقترحت العديد من الطرازات والتعديلات لهذه الطائرة من ضمنها:
- Tu-160V: طائرة تستخدم الهيدروجين السائل كوقود. لم تبن.[116]
- Tu-160 NK-74: تحديث لزيادة مدى الطائرة باستخدام محركات NK-74.[116]
- Tu-160P (سميت بـ Tu-161 أيضا): إقتراح لطائرة اعتراض ومرافقة بمدى طويل جدا.[116]
- Tu-160PP (روسي: ПП - постановщик помех): طائرة حرب إليكترونية تحمل نظام حرب إليكترونية هجومي.[116]
- Tu-160R: منصة استطلاع إستراتيجية.
- Tu-170: قاذفة تقليدية صممت لتفادي شروط معاهدة سالت-2
- Tu-160SK: طائرة مدنية صممت لإطلاق أقمار صناعية عبر منصة Burlak (روسي: Бурлак).[116]
- Tu-160M2: طائرة محدثة كثيرًا تشمل طلاء ممتصا للإشعاعات الرادارية، أنظمة ملاحة حديثة، ومحركات أحدث ذات قوة و أداء أعلى، مع إضافة أسلحة دفاعية لحماية الطائرة من الهجمات الصاروخية.[117][118][119][120][121] كان من المتوقع الإعلان عن جهوزية أول طائرة سنة 2021.[122]

## المشغلون

### مستخدمون حاليون
روسيا
- القوات المسلحة للاتحاد الروسي
  - القوات الجوية الروسية
    - شعبة القاذفات الثقيلة - قاعدة الحرس الجوي رقم 6950 (قاعدة إنجلز 2) في أوبلاست ساراتوف.
      - الفوج 121 للقاذفات طويلة المدى.
توجد 16 طائرة داخل الخدمة في القوات المسلحة الروسية حتى سنة 2022 مع وجود خطة لبد تطوير الأسطول الحالي إلى طراز Tu-160M2 إعتبارا من سنة 2018.[5][123][124][125] كما يوجد طلب مؤكد لعدد 10 طائرات من طراز Tu-160M2 [38]

### مستخدمون تاريخيون
الاتحاد السوفيتي
- القوات الجوية السوفيتية: إنتقلت ملكية الطائرات إلى القوات الجوية الروسية و الأوكرانية بعد تفكك الإتحاد السوفييتي.
  - شعبة القاذفات الثقيلة 201، جمهورية أوكرانيا الاشتراكية السوفيتية قاعدة بريلوكي في أوبلاست تشرنيهيف.
    - الفوج 184 للقاذفات الثقيلة.

 أوكرانيا
- القوة الجوية الأوكرانية: إنتقلت ملكية 19 طائرة من الطراز للقوة الجوية الأوكرانية بعد إنهيار الإتحاد السوفييتي. تم تسليم ثماية طائرات لروسيا ضمن اتفاق لتخفيض ديون الطاقة الأوكرانية سنة 1999؛ ودمرت باقي الطائرات ضمن إتفاقية نون لوغر للحد من الإنتشار النووي.[126][127]
  - شعبة القاذفات الثقيلة 201، قاعدة بريلوكي في أوبلاست تشرنيهيف بأوكرانيا.
    - الفوج 184 للقاذفات الثقيلة.
- نموذج وحيد تم نزع تسليحه ويعرض بشكل دائم في متحف بولتافا للطيران الإستراتيجي.[128][129]

### مستخدمون محتملون
الهند
- صرح القائد الأعلى المتقاعد للقوات الجوية الهندية المارشال أنووب راها في خضم رده على سؤال أن الهند مهتمة بشراء طائرات تي يو 160 من روسيا.[130] كما ظهرت تقارير تفيد بقيام الهند بمحادثات لشراء ست طائرات تي يو 160، الأمر الذي سيعطي الهند قدرة الهجوم الإستراتيجي الجوي لتنضم إلى الولايات المتحدة و روسيا والصين.[131][132]

## في الثقافة الشعبية

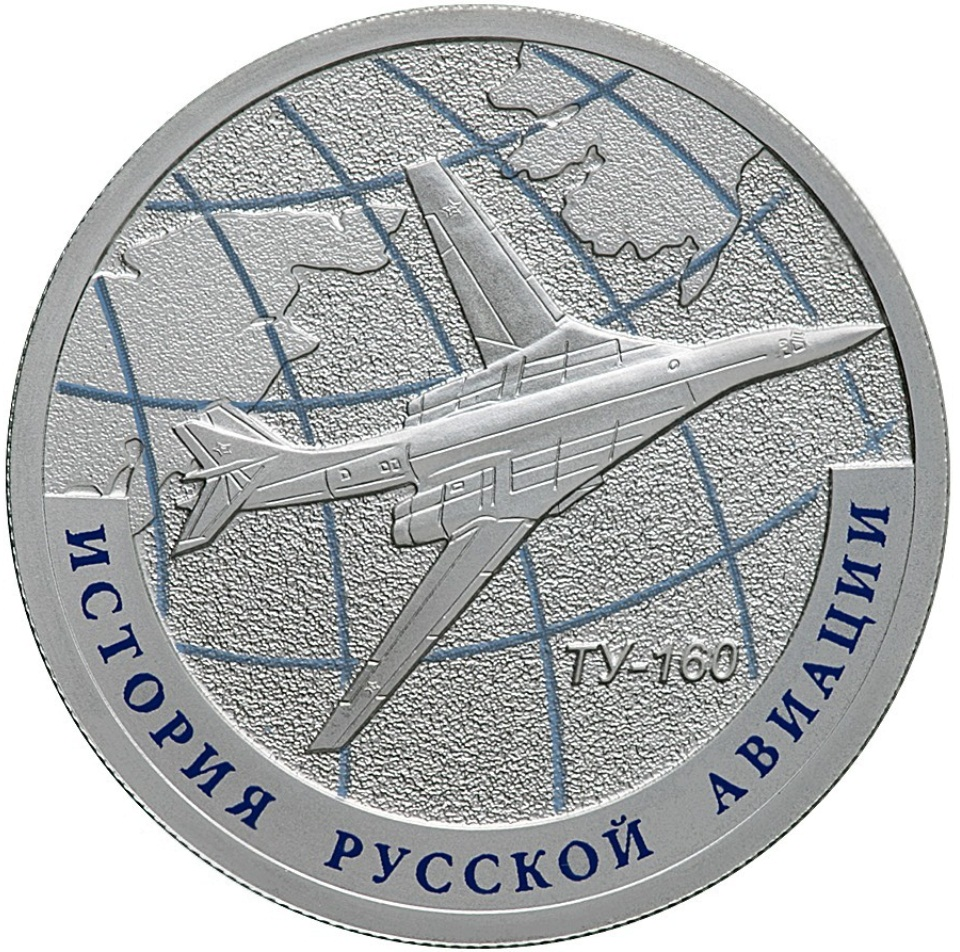
مسكوكة فضية أصدرت تحمل صورة الطائرة من البنك المركزي الروسي

- عرضت الطائرة في برنامج 100%: Planes الوثائقي من إنتاج شبكة ناشيونال جيوغرافيك[133]
- تتمحور قصة فيلم 07-y menyaet kurs  في قاعدة بيانات الأفلام على الإنترنت (بالإنجليزية) الروسي حول حادثة إختطاف قاذفة تي يو 160 بهدف إشعال فتيل الحرب العالمية الثالثة.[134]
- أصدر البريد الروسي طابعا تذكاريا سنة 2012 إحتفالا بمرور مائة سنة على إنشاء القوات الجوية الروسية يضم رسما لطائرة تي يو 160.
- أصدر البنك المركزي الروسي مسكوكة تذكارية من الفضة سنة 2013 تحتفي بطائرة تي يو 160.[135]
- ظهرت الطائرة في الجزء الثاني من السلسلة القصيرة Air Force One Is Down  في قاعدة بيانات الأفلام على الإنترنت (بالإنجليزية).
- أصدرت جمهوية غينيا بيساو طابعا تذكاريا يحمل صورة الطائرة سنة 2017[136]
- تلعب الطائرة جزءا رئيسيا في قصة فيلم نيبو Nebo  في قاعدة بيانات الأفلام على الإنترنت (بالإنجليزية) الروسي.

## المواصفات (تي يو-160)
هذه المواصفات من Jane's All The World's Aircraft سنة 2003-2004 

### الخصائص العامة
- الطاقم: 4 (طيار، مساعد طيار، فني أسلحة، فني أنظمة دفاعية)
- الطول:54.1 متر
- باع الجناح:
  - ممتد (انحناء 20°): 55.70 متر
  - مضموم (انحناء 65°): 35.60 متر
- الارتفاع: 13.10 متر
- مساحة الأجنحة:
  - ممتد: 400 متر مربع
  - مضموم: 360 متر مربع
- الوزن فارغة: 110 طن
- الوزن محملة: 267 طن
- الوزن الأقصى للإقلاع: 275 طن
- المحرك: 4 × محرك محرك عنفي مروحي طراز كوزنيتسوف ان كي-32
  - دفع جاف: 137 كيلو نيوتن لكل محرك
  - دفع بالحارق اللاحق: 245 كيلو نيوتن لكل محرك

### الأداء
- سرعة قصوى: 2.05 ماخ (2,220 كم/ساعة)
- سرعة الطيران الإعتيادية: 0.9 ماخ
- مدى: 12,300 كيلو متر على سرعة 0.77 ماخ بحمولة كاملة.
- مدى قتالي: 2000 كيلومتر بسرعة 1.5 ماخ، أو 7300 كيلومتر على سرعة 0.77 ماخ.
- سقف الخدمة: 16,000 متر
- معدل صعود: 70 متر/ثانية
- تحميل الجناح: 742 كيلوجرام/متر مربع بالأجنحة مضمومة بالكامل
- دفع / وزن: 0.37
- رفع / سحب: 18.5-19، 6 عند تجاوز السرعة 1 ماخ.

### التسليح
- مخزنان داخليان لاستيعاب 45,000 كيلوجرام من الذخائر. يمكن استبدال الذخائر بقاذفين دائريين يحمل كل منهما 6 صواريخ جوالة من نوع كي اتش-55 أو 12 صاروخ من نوع كي اتش-15 النووي قصير المدى.

## طائرات شبيهة
- بي-1 لانسر: قاذفة إستراتيجية أمريكية.
- سوخوي تي-4: نموذج مبدئي لقاذفة إستراتيجية سوفييتية.
- توبوليف تي يو 125: دراسة لبناء قاذفة إستراتيجية سوفييتية. لم تصنع.
- إكس بي-70 فالكيري: نموذج مبدئي لقاذفة إستراتيجية أمريكية.